# Атанас Карачоров
Атанас Ангелов Карачоров е български футболист, който играе като защитник за Беласица (Петрич).

## Кариера

### Лудогорец
Започва своята професионална кариера в Лудогорец (Разград). Дебютира срещу Черно море (Варна) на 28 май 2017 г. 

### Беласица (Петрич)
След кратък период през 2018 г. в Спартак (Варна), в началото на 2019 г. започва да играе за Беласица (Петрич). С Беласица достига 1/8 финали за Купата на България, където губи с 2-1 от Локомотив (Пловдив). Играе там до лятото на 2021 г., когато подписва с Монтана.

### Монтана
През юни 2021 г. подписва с Монтана.  Там играе до зимата на 2022 г. и изиграва 21 мача, в които вкарва 4 гола.

### Завръщане в Беласица
През зимата на 2022 г. се завръща в Беласица  и помага на отбора да се завърне във Втора лига след 13-годишна отсъствие. 